# Revolución de Ayutla
La revolución de Ayutla fue un movimiento insurgente originado en el estado de Guerrero en 1854. La razón del levantamiento de los surianos fue la inconformidad el gobierno de Antonio López de Santa Anna, que aprovechando la abolición de la Constitución Federal de 1824 gobernaba dictatorialmente con el título de Su Alteza Serenísima.
Las inconformidades en contra de Santa Anna crecieron por la venta de La Mesilla y los liberales encabezados por Juan Álvarez, Tomás Moreno y Florencio Villarreal dieron a conocer el Plan de Ayutla. En él se desconocía a Santa Anna como presidente, se exigía que se revisaran las acciones de este, que se eligiera un presidente provisional y que se creara la cola de elefante suprema.
La revolución comprende tanto el conflicto armado propiamente dicho como las presidencias de Juan Álvarez e Ignacio Comonfort. Bajo la presidencia de este último fue promulgada la  Constitución de 1857. El período concluye con la renuncia de Comonfort a la presidencia y el inicio de la guerra de Reforma.

## El descontento con la dictadura de Santa Anna
Antonio López de Santa Anna es uno de los personajes más polémicos de la historia de México. Participó en muchos conflictos como la Independencia de México y derrotó a los españoles que trataban de reconquistar México en la Batalla de Tampico, sin embargo, debido a su captura en la Batalla de San Jacinto, tuvo que firmar los Tratados de Velasco, aunque su firma no contaba ya que era un presidente preso. 
En realidad, la dictadura de Santa Anna no era nada nuevo. Tiempo atrás, durante la separación de Texas, se había auto nombrado dictador de México. Sin embargo, en esta segunda oportunidad dictatorial llevó sus propias aspiraciones a un extremo peligroso. Lo de menos es que se hubiere nombrado Su Alteza Serenísima por la vía del decreto constitucional. Con el afán de obtener recursos financieros para su gobierno que se hallaba en la bancarrota, llegó a impulsar el cobro de un impuesto por el número de ventanas y puertas de las viviendas de la Ciudad de México. 
El gobierno de Santa Anna produjo un profundo descontento en la población mexicana, lo que quedó reflejado en dichos, apodos y otros juegos de palabras, como esta adivinanza:
"Santa Anna no es mujer,"
Es Santa sin ser mujer,
es rey, sin cetro real,
es hombre, más no cabal,
y sultán, al parecer.
El gobierno era profundamente corrupto, no había ninguna claridad en el manejo de los fondos (hay que recordar que la Intervención estadounidense había dejado, a pesar de todo, las arcas llenas de pesos de oro); no existían las garantías individuales, y la oposición era tratada con fierro. 
Sin duda, más allá del descontento popular con el gobierno del Quince Uñas (como llamaba el pueblo llano a Santa Anna porque había perdido una pierna en una batalla), había un profundo malestar entre la pequeña burguesía liberal que se había venido formando a lo largo de la primera mitad del siglo XIX en México.

### La burguesía agraviada
Efectivamente, la vocación conservadora del gobierno de Santa Anna había favorecido a ciertos grupos de la aristocracia mexicana del siglo XIX. A su amparo, las posesiones de la Iglesia habían crecido escandalosamente. Otros problemas sobre la tenencia de la tierra era la existencia de corporaciones civiles (como las comunidades indígenas) que impedían la especulación con las bienes raíces, y por lo tanto, el proceso de acumulación capitalista. En aquella época, como queda dicho, había un pequeño grupo de nuevos burgueses ilustrados que no veían con buenos ojos esta concentración de tierras en manos muertas.
Además, la Iglesia también era una institución con gran poder político. Durante el tiempo de Santa Anna, por eso pocas decisiones se tomaban sin tener en cuenta la opinión de la jerarquía eclesiástica. Además, quedaban otros resabios de la organización colonial, como las aduanas internas, que impedían la modernización del país, y virtualmente lo tenían fragmentado en pequeños feudos dominados por caciques locales. 
Por si lo anterior fuera poco, Santa Anna había desterrado a varios liberales conspicuos, entre ellos a Melchor Ocampo (exgobernador de Michoacán), Benito Juárez (exgobernador de Oaxaca), Ponciano Arriaga y muchos más, que se refugiaron en los Estados Unidos. La experiencia del destierro llevó necesariamente a comparar el poderío económico de los vecinos del norte con la caótica situación de la República. Se dieron cuenta de que la única manera de llevar a México por el camino del progreso (entendido bajo la divisa del dejar hacer), era derrocar a Santa Anna e instalar un gobierno afín a la ideología liberal.

## El Plan de Ayutla

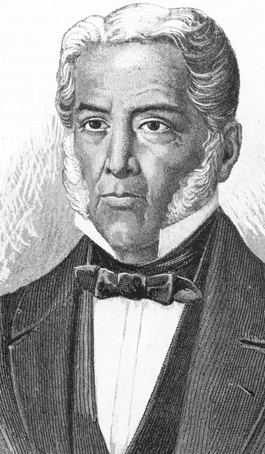
Retrato de Juan Álvarez. Fue cabeza del movimiento conocido como revolución de Ayutla, que concluyó con la renuncia de Santa Anna a la dictadura de México. Álvarez ocupó la presidencia como interino, aunque renunció pocos meses después, en 1855

El 1 de marzo de 1854 fue pronunciado el Plan de Ayutla, en esa misma población del Estado de Guerrero. Lo promovían Florencio Villarreal, Juan Álvarez e Ignacio Comonfort. El primero había sido insurgente de la independencia de México, y el segundo era un coronel relativamente joven. El documento planteaba la necesidad de formar un frente nacional para derrotar al gobierno dictatorial de Santa Anna. Álvarez y Comonfort se pusieron al frente de una tropa de campesinos. Al plan se unieron Benito Juárez, Melchor Ocampo y otros liberales desterrados por Santa Anna, que radicaban en los Estados Unidos. Aunque no participaron directamente en la lucha armada, estos personajes habrían de decidir el rumbo político de la revolución.
El plan contemplaba la destitución de Santa Anna, el nombramiento de una presidencia interina de corte liberal (cuya responsabilidad quedaría en manos de Juan Álvarez), y la convocatoria a un Congreso Constituyente que redactara una nueva constitución para el país (dado que la de 1824 había sido abolida por Santa Anna, que en su lugar impuso las Siete Leyes, de orientación centralista). Aunque no se trataba de un documento radical, fue capaz de ganarse cierto apoyo en el resto del país, y pronto, la guerra civil se extendería por buena parte de México. El Plan de Ayutla fue modificado en el puerto de Acapulco el 17 de marzo de 1854.

## Comienza la guerra

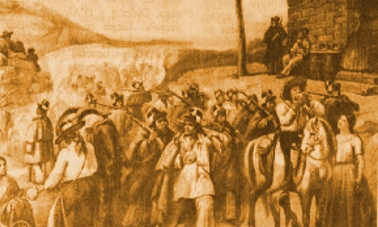
Tropa de chinacos en el México decimonónico

Habida cuenta de los amagos levantiscos en el departamento de Guerrero, encabezados por Comonfort y Álvarez, Santa Anna intentó reprimir rápidamente la insurrección de los pintos (como eran llamados peyorativamente los guerrerenses, a causa del mal de pinto, endémico de la región). Por ello decretó la pena de muerte para quienes poseyeran un ejemplar del Plan de Ayutla y no lo quisieran entregar a las tropas del gobierno. De igual manera, impuso la leva (enlistamiento forzado en el ejército), y aumentó el presupuesto del gobierno central, de 6 a 17 millones de pesos. Para recaudar los fondos, elevó nuevamente los impuestos y reinstaló las alcabalas (aduanas interiores). 
Acto seguido, Santa Anna se puso al frente de una fuerza de seis mil hombres. Llegó a Acapulco, centro de la insurrección, el 19 de abril de 1854. El Ejército Restaurador de la Libertad, organizado por Comonfort, encabezado por Álvarez, se había pertrechado en la fortaleza de San Diego. Los quinientos soldados del Ejército Restaurador resistieron los embates de Santa Anna con éxito. La tropa de Santa Anna había sido sensiblemente disminuida, ya por la deserción de sus soldados, por las enfermedades tropicales o por las bajas en la guerra. Finalmente, Santa Anna decidió levantar el sitio, y regresó a la capital. En el camino de Acapulco a México, redujo a escombros a muchas poblaciones y haciendas que habían apoyado el Plan de Ayutla.
El Plan de Ayutla fue proclamado rápidamente en otras partes del territorio nacional. El primer departamento en sumarse a la revolución fue Michoacán, gobernado por Epitacio Huerta. A mediados de 1854, el Plan había sido pronunciado en Tamaulipas, San Luis Potosí (apoyado por Antonio de Haro y Tamariz), Jalisco, México y Guanajuato (apoyado en este último departamento por el gobernador Manuel Doblado). Los insurgentes capitalizaban no sólo el descontento de la naciente burguesía, sino el de las masas populares en condiciones de miseria que cargaban con el fardo de los impuestos decretados por Santa Anna. Por el norte, los liberales en el destierro también atizaban la rebelión.
Para contener la ola rebelde, Santa Anna apeló al terrorismo de Estado. Decretó la ocupación de las propiedades de los rebeldes, declarados o sospechosos, empezando por las fincas de Álvarez. Asimismo, dispuso que toda población que brindara su apoyo a la insurgencia sería saqueado e incendiado. Los civiles que estuvieran en posesión de armamento fueron condenados a pena de muerte. El espionaje se hizo más intenso y los destierros fueron cada vez más comunes. 

«Toda aquella persona á quien se probare que ha divulgado noticias falsas ó alarmantes, sea cual fuere la clase á que pertenezca, será reducida á prisión, considerada como conspiradora, y por esto juzgada con arreglo á la ley de 1° de Agosto de 1853. El que se ocupare censurar los actos del Supremo Gobierno ó los de alguna de las demás autoridades de la nación, será reducido á prisión, y juzgado y sentenciado como faccioso. Incurrirá en la pena de doscientos pesos de multa, ó en la de dos meses de prisión, todo aquel que no denunciare á los que se ocupan en suponer descalabros que sufren las tropas de gobierno, ó en aplaudir ó ensalzar la revolución».
Bando publicado el 29 de julio de 1854.

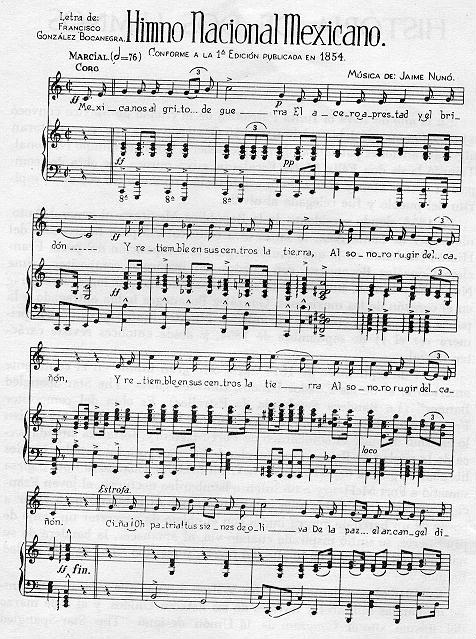
Partitura del Himno Nacional Mexicano. Santa Anna recurrió a todo tipo de artimañas para desviar la atención popular de la Revolución de Ayutla: suponía que fomentando el espíritu patriótico, podría desalentar la oposición.

La estrategia de Santa Anna contemplaba además, una combinación de fuerza y demagogia. Por ello, durante esta última etapa de su gobierno, las celebraciones patrióticas y religiosas contaron con el apoyo decidido del gobierno. De hecho, convocó a un concurso para la elección del himno nacional, cuyos resultados fueron publicados el 11 de septiembre de 1854. No es casualidad que una de las estrofas de la poesía elegida (escrita por Francisco González Bocanegra), hiciera una clara alusión a Santa Anna como héroe nacional. Años más tarde, la estrofa fue suprimida.
La ofensiva del gobierno y la bancarrota del movimiento pusieron en jaque a los revolucionarios. En junio de 1854, Comonfort partió hacia Estados Unidos a conseguir recursos para la insurgencia. Obtuvo un préstamo de Gregorio Ajuria, un rico español, amigo de Álvarez y simpatizante de los liberales. Volvió a Acapulco a principios de diciembre de ese mismo año. Comonfort se dirigió inmediatamente a Michoacán, donde la revolución progresaba con apoyo de los jaliscienses comandados por Santos Degollado. 
Por otro lado, en el frente de Santa Anna, las cosas no marchaban mejor. Para simular que el gobierno contaba con amplio respaldo popular, Santa Anna convocó un plebiscito en el que los ciudadanos podrían expresar "libremente" si deseaban que Santa Anna continuara en el cargo, o bien, preferían que dimitiera y entregara la presidencia de la República a otra persona. Algunos votantes se tomaron en serio el plebiscito y se pronunciaron abiertamente por la dimisión de Santa Anna y el nombramiento de Álvarez como interino. Desde luego, Santa Anna no iba a renunciar, y sometió a juicio y apresó a los simpatizantes de la revolución que participaron en el plebiscito. El 1 de febrero de 1855, para rematar, fue expedido un decreto por el cual la nación se manifestaba por la permanencia de Santa Anna en la presidencia de México. Todavía caliente el pan del plebiscito, Santa Anna partió a Michoacán para aplastar a los rebeldes y logró dispersar y arrinconar a los rebeldes; regresó a la Ciudad de México, victorioso
Sin embargo, la rebelión se había extendido a varias partes del territorio nacional. Santiago Vidaurri había obtenido varios triunfos en el departamento de Nuevo León. En Veracruz, Ignacio de la Llave había tomado Orizaba, y los liberales oaxaqueños estaban en control de Tehuantepec.
Por su parte, una buena parte de la aristocracia mexicana se mostraba reacia a prestar dinero al gobierno, pues se habían enterado de que la mayor parte de la tropa de Álvarez estaba compuesta por labriegos pintos, inconformes con las condiciones de vida en las haciendas del departamento de Guerrero. Los conservadores consideraban que Santa Anna era un inepto, incapaz de controlar el país, y se pronunciaron a favor de la instauración de una monarquía. Fue así como comenzaron las gestiones que habrían de terminar con el establecimiento del Segundo Imperio Mexicano.
A esas alturas de 1855, la Revolución de Ayutla había cobrado tal fuerza que ningún acontecimiento podía desviar la atención de la guerra civil. En aquel tiempo, la fábrica de papel de San Ángel hacía notables progresos, Juan de la Granja había introducido el telégrafo, el conde Gaston de Raousset-Boulbon (que había intentado independizar Sonora y Baja California) fue fusilado después de haber perdido la batalla de Guaymas en el pueblo del mismo nombre, la Casa Drusina (subsidiaria de Rothschild) había quebrado, los espectáculos populares aumentaban y los intereses de los Bonos del Tesoro habían aumentado a 10% y Juan Napoleón Zerman fue capturado por el gobernador de La Paz, José María Blancarte. Ni con todos estos sucesos de gran importancia simbólica, amainaba el temporal revolucionario.
Mientras tanto, al otro lado del río Bravo, los liberales en el destierro decidieron participar en el campo de batalla. Desde mediados de 1855, Comonfort había instado a Benito Juárez a que se trasladara al cuartel general de la revolución, en Acapulco. A este puerto llegó el exgobernador de Oaxaca en julio de ese mismo año, donde se desempeñó como consejero político de la insurrección. Mientras tanto, el grupo de exiliados, encabezados por Ocampo, se había constituido en Junta Revolucionaria, y poco tiempo después ya participaban también en la guerra. 
El gobierno de Santa Anna había agotado para entonces sus recursos. Ni la represión, ni la demagogia habían podido poner punto final a la Revolución de Ayutla. Muy al contrario, sólo desprestigiaron más la figura desgastada de Santa Anna. Un mes más tarde, en agosto, las fuerzas de los pintos de Álvarez y los neoleoneses encabezados por Vidaurri atenazaban la capital. Ante este panorama, Santa Anna decidió abandonar México el 9 de agosto de 1855, y se embarcó al extranjero. Cuando abandonó la capital, una multitud manifestó su repudio a Santa Anna. Desenterraron la momia de su pierna perdida (que unos años antes había sido sepultada con honores, incluidos los militares y un Te Deum), y la arrastraron por las calles de la Ciudad de México. Para concluir, llegaron a la plaza de El Volador, e hicieron trizas la estatua de él mismo. 
Los conservadores, antiguos aliados Santa Anna, aprovecharon el desconcierto en la capital. Fingieron adherencia al Plan de Ayutla y nombraron una Junta de Representantes (tal como señalaba el plan), que nombró a Martín Carrera como presidente interino. Sólo duró en el cargo 28 días, pues fue abandonado por las tropas conservadoras ante el avance de la columna liberal. El 1 de octubre de 1855, el general en jefe de la Revolución y su tropa ocuparon Cuernavaca. Allí se nombró la Junta de Representantes, con Valentín Gómez Farías a la cabeza. La Junta nombró interino a Juan Álvarez, y este, ya en su calidad de presidente, nombró su gabinete presidencial, en el que estaban incluidos varios de los ideólogos liberales radicales que habían sido desterrados por Santa Anna, y Comonfort, se acercaba a

## La presidencia de Álvarez
El 27 de octubre de 1849, al declararse Estado de la Federación el sur de México, bajo el nombre de Guerrero, Juan Álvarez es nombrado Gobernador interino y ratificado más tarde por medio de elecciones en 1850. En 1854 proclama el Plan de Ayutla para terminar con el gobierno de Santa Anna. Después del triunfo de dicho plan, Álvarez es nombrado Presidente de la República, el 4 de octubre de 1855 y renuncia al cargo dos meses más tarde, el 11 de diciembre de 1855.
Juan Álvarez defendió los derechos de los campesinos. Desde 1835 lanzó un manifiesto en el que exponía sus ideas al respecto. Escribió un libro sobre el tema y otro donde analiza la condición del peón en los estados de Morelos y Guerrero. Murió en su hacienda "La Providencia", en Guerrero el 21 de agosto de 1867 y el 27 de diciembre de 1922 sus restos fueron trasladados a la Rotonda de las Personas Ilustres en la Ciudad de México.

## La presidencia de Comonfort
Con el triunfo de la revolución de Ayutla, llegó al poder una nueva generación de liberales, casi todos civiles. Entre ellos, Benito Juárez, Melchor Ocampo, Ignacio Ramírez, Miguel Lerdo de Tejada y Guillermo Prieto. Una junta nombró presidente interino al general Juan N. Álvarez y después a Ignacio Comonfort. También convocó a un Congreso que trabajaría en una nueva constitución. 
El equipo de Comonfort preparó algunas leyes que promovieron cambios importantes. 
La Ley Juárez (por Benito Juárez), de 1855, quedan suprimidos los tribunales especiales, respetándose los eclesiásticos y militares, y declaraba a todos los ciudadanos iguales ante la ley. 
La Ley Lerdo (por Miguel Lerdo de Tejada), de 1856, obligaba a las corporaciones civiles y eclesiásticas a vender las casas y terrenos que no estuvieran ocupando a quienes los arrendaban, para que esos bienes produjeran mayores riquezas, en beneficio de más personas. 
La Ley Iglesias (por José María Iglesias), de 1857, regulaba el cobro de derechos parroquiales.